# Vietteia terstrigella
Vietteia terstrigella is een vlinder uit de familie snuitmotten (Pyralidae). De wetenschappelijke naam is voor het eerst geldig gepubliceerd in 1877 door Christoph.
De soort komt voor in Europa.